# Jacqueline Pierreux (filmproducente)
Jacqueline Pierreux (Braine-le-Comte, 10 augustus 1933) is een Belgische filmproducente.
Ze behaalde haar diploma aan het INSAS in 1966 bij de eerste groep die daar afstudeerde, met de specialisatie regie en productie in film, radio en TV.
Pierreux richtte te Brussel in 1969 haar eigen productiehuis op, "Pierre Films". Het bedrijf zou tekenen voor heel wat films, niet altijd even eenvoudig of commercieel, vaak met een sociale achtergrond.
Naast de productie van langspeelfilms was ze producente van een veertigtal korte films waarvan meerdere op diverse festivals bekroond werden. Zo zaten in haar portefeuille films van Jean Brismée, Luc de Heusch, Henri Colpi en Pierre Gaspard-Huit.
In 1980 nam ze de opdracht aan voor de Radio-Télévision belge de la Communauté française op te treden als gedelegeerd producente. Vanaf 1986 leidde ze de afdeling bioscoopfilms van de RTBf. Onder meer Le maître de musique van Gérard Corbiau werd door haar geproduceerd. De film kreeg in 1989 een nominatie bij de Academy Awards voor Beste Niet-Engelstalige film.
In 1999 werd ze PDG van de Franse filmproductiemaatschappij "Unlimited".
In november 2007 ontving ze van de Vereniging van de Vlaamse filmpers de prijs van verdienste. Door koning Albert II werd haar de titel van ridder in de Kroonorde verleend.

## Producties
met Pierre Films:
- De man die zijn haar kort liet knippen (André Delvaux, 1965)
- Ras le bol (Michel Huisman, 1971)
- Les tueurs fous (Boris Szulzinger, 1971)
- Home Sweet Home (Benoît Lamy, 1973)
- La cage aux ours (Marian Handwerker, 1974)
- Du bout des lèvres (Jean-Marie Degèsves, 1976)
- Verbrande Brug (Guido Henderickx, 1975)
- Het verloren paradijs (Harry Kümel, 1977)
- Slachtvee (Patrick Conrad, 1979)
- Io sono Anna Magnani (Chris Vermorcken, 1979)

voor de RTBf (producties en coproducties):
- Le maître de musique (Gérard Corbiau, 1988)
- Australia (Jean-Jacques Andrien, 1989)
- Il Maestro (Marion Hänsel, 1989)
- Blueberry Hill (Robbe De Hert, 1989 - RTBF coproductie)
- Blanval (Michel Mees, 1991)
- Toto le héros (Jaco Van Dormael, 1991)
- De ooggetuige (Emile Degelin, 1994)
- Un divan à New York (Chantal Akerman, 1996)
- Un été à La Goulette (Férid Boughedir, 1996)
- Combat de fauves (Benoît Lamy, 1997)
- Elles (Luís Galvão Teles, 1997)

als Jacqueline Pierreux (coproducer):
- Taxandria (Raoul Servais, 1994)